# Beatrice Simon
Pour les articles homonymes, voir Simon.
Beatrice Simon-Jungi, née le 21 décembre 1960 à Berne, est une personnalité politique bernoise, d'abord membre de l'Union démocratique du centre (UDC), puis du Parti bourgeois-démocratique (PBD) et du Centre.
Elle est membre du Conseil-exécutif du canton de Berne depuis juin 2010, à la tête de la Direction des finances. Elle préside le gouvernement en 2016-2017 et 2021-2022.

## Biographie
Beatrice Simon-Jungi naît Beatrice Jungi le 21 décembre 1960 à Berne.
Elle suit sa scolarité à Berne. Elle est titulaire d'un diplôme d'employée de commerce et de spécialiste en ressources humaines. De 1979 à 1996, elle travaille dans différentes entreprises de diverses branches, puis devient responsable marketing dans une PME.
Elle est mariée depuis 1982 à Helmut Simon, qui exerce la profession d'enseignant,. Ils ont deux filles et habitent à Seedorf.

### Parcours politique
Elle adhère à l'UDC en 1994. En 2008, elle rejoint le PBD et devient la présidente de la section cantonale bernoise du parti. Elle est membre du Centre depuis la fusion du PBD avec le Parti démocrate-chrétien en 2021.
Elle est membre du Conseil communal (exécutif) de Seedorf à partir de 1995 et en devient la présidente en 2003. Elle siège en parallèle à partir du 1er juin 2006 au Grand Conseil.
Le 28 mars 2010, elle est élue au Conseil-exécutif du canton de Berne, succédant à Urs Gasche. Elle arrive en sixième position des sept élus avec 91 085 voix, devançant de 311 voix le socialiste sortant Philippe Perrenoud et de 7 545 voix le candidat UDC Albert Rösti, creusant l'écart en particulier dans la ville de Berne. Elle prend ses fonctions le 1er juin 2010, à la tête de la Direction des finances.
Elle est réélue le 30 mars 2014 et le 25 mars 2018, obtenant les deux fois le meilleur score de l'ensemble des candidats,,.

## Source
- (de) Cet article est partiellement ou en totalité issu de l’article de Wikipédia en allemand intitulé « Beatrice Simon » (voir la liste des auteurs).